# Das nackte Cello
Das nackte Cello (Originaltitel: Il merlo maschio – „die männliche Amsel“) ist eine italienische Erotikkomödie aus dem Jahr 1971 mit Lando Buzzanca und Laura Antonelli. Im deutschen Sprachraum erstmals im Mai 1975 gezeigt, wurde der Film auch als Komödie in Po-Dur vermarktet. Sowohl die deutsche VHS-Kassette, wie auch die deutsche DVD boten nur (stark) geschnittene Fassungen.

## Handlung
Niccolò Vivaldi ist Cellist in Verona. Ob innerhalb des Philharmonieorchesters oder auf der Straße, der Mann leidet an seiner Unscheinbarkeit. Stets wird er von allen Mitmenschen übersehen und seine Karriere kommt nicht voran. Eines Tages fotografiert er seine schöne, etwas naive Ehefrau Costanza in freizügigen Posen und zeigt die Fotos seinem besten Freund Cavalmoretti. Bald hat er mit den Fotos die Aufmerksamkeit des ganzen Orchesters erlangt.
Als er Costanza eines Tages zu einer ärztlichen Untersuchung begleitet, weist er sie ohne erkennbaren Grund an, sich ganz freizumachen; die Ärzte klopfen ihm auf die Schultern. Infolgedessen veranlasst er sie immer öfter, sich in der Öffentlichkeit ausziehen. Niccolòs Candaulismus, der Drang, mit Costanzas körperlichen Reizen Aufmerksamkeit auf sich zu lenken, entwickelt sich zu einer Besessenheit. Bei einer Aufführung der Oper Aida befindet sich Costanza unter den Chorsängerinnen. Mitten in der Aufführung entledigt sie sich vor einem großen Publikum ihrer Kleidung und steht splitternackt auf der Bühne. Niccolò wird in eine psychiatrische Klinik eingewiesen; dort wird er von einer mittlerweile sehr selbstbewussten und schick angezogenen Constanza besucht.
Einstellung aus
Das nackte Cello 

Costanza mit Cello

Link zum Bild

(Bitte Urheberrechte beachten!)

## Produktionsnotizen
Das Drehbuch basiert auf der Geschichte Il complesso di Loth (wörtlich „Der Loth-Komplex“) von Luciano Bianciardi, der für den Film die Rolle des Cellisten Mazzacurati übernahm. Die Außenaufnahmen entstanden in Verona und Salsomaggiore.

## Kritik
Das Lexikon des internationalen Films ist der Auffassung, dass es sich bei der Komödie nur um „flaues Erotik-Kino“ handele.